# Attaque de San Miguel del Ene
 (avril 2025).
Si vous disposez d'ouvrages ou d'articles de référence ou si vous connaissez des sites web de qualité traitant du thème abordé ici, merci de compléter l'article en donnant les références utiles à sa vérifiabilité et en les liant à la section « Notes et références ».
L'attaque de San Miguel del Ene est un massacre qui aurait été perpétré par le Parti communiste militarisée du Pérou (en) (MPCP), successeur de l'organisation maoïste terroriste Sentier lumineux, le 23 mai 2021 à San Miguel del Ene, une zone rurale située dans le district de Vizcatán del Ene (en), dans la province de Satipo, au Pérou, lors duquel 18 personnes ont été tuées. L'attaque a été commise dans la région de conflit de Valle de los Ríos Apurímac, Ene y Mantaro (en) (VRAEM), où le groupe opère.

## Contexte

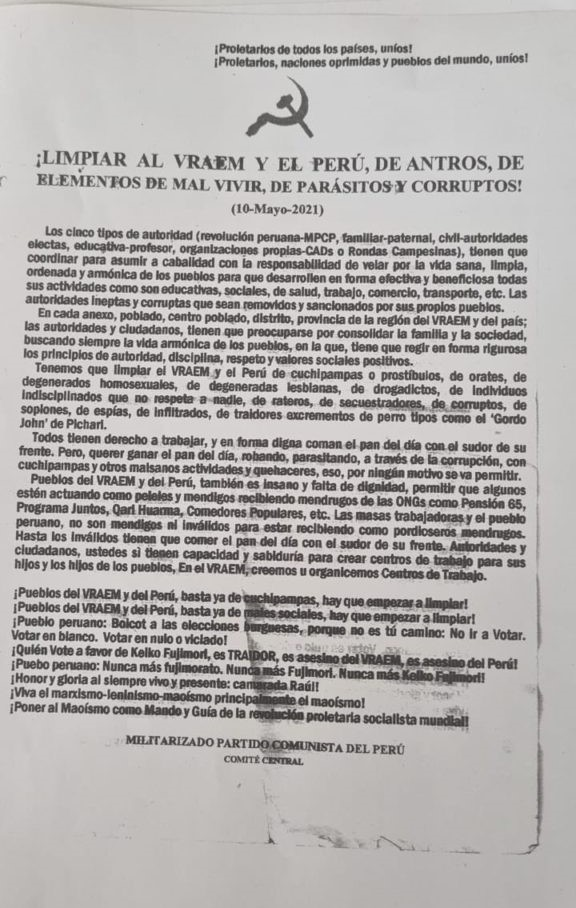
Dépliant du MPCP saisi par la police nationale du Pérou en date du 10 mai 2021 et appelant à une campagne de nettoyage social.

Des groupes du VRAEM ont tué quatre membres de leur famille en mars 2021 à Huarcatán, les accusant d'être des informateurs de la police.
Le 14 mai, trois semaines avant le second tour de l'élection présidentielle de 2021, le camarade Vilma (qui a des liens étroits avec le camarade José (en), chef du Parti communiste militarisé du Pérou) a appelé au boycott des élections, nommant spécifiquement Keiko Fujimori et déclarant que quiconque voterait pour elle serait un « complice de génocide et de corruption ». Elle avait également lancé un appel similaire avant le premier tour de l'élection, dans lequel elle critiquait presque tous les candidats mais désignait Fujimori et Ollanta Humala comme des « ennemis directs » de son organisation.

## Enquête
L'attaque, qui a eu lieu vers 22 h 0 heure locale le 23 mai 2021, a été confirmée par le général César Cervantes, commandant général de la police nationale du Pérou (en), qui a informé de la mort massive de dix hommes par balle, de six femmes et de deux mineurs dans un bar en zone rouge de la localité. En plus des cadavres, dont certains ont été brûlés, des tracts signés par le MPCP ont été trouvés, présentant le marteau et la faucille et définissant l'attaque comme une opération de nettoyage social.
Les tracts ont également appelé au boycott des élections du 6 juin, accusant de trahison ceux qui ont voté pour Keiko Fujimori du parti de droite Force populaire. La première analyse de la direction de la lutte contre le terrorisme a conclu avec le résultat préliminaire que les dépliants pourraient avoir les caractéristiques de la langue utilisée par le Sentier lumineux.
Le ministère de la Défense a déclaré que l'attaque avait été perpétrée par la faction du Sentier lumineux dirigée par le camarade José. Le MPCP a dit qu'ils étaient derrière l'attaque.
Le parquet a annoncé que le parquet central de Huánuco et Selva, spécialisé dans les crimes de terrorisme et contre l'humanité, prendrait en charge l'enquête et que la police nationale procéderait aux autopsies des corps brûlés, qui seraient ensuite transférés à la morgue du district de Pichari.

## Réactions
Keiko Fujimori, candidate à la présidentielle de la Force populaire, a exprimé sa condamnation catégorique contre l'attaque lors d'une conférence de presse à Tarapoto, ainsi que ses regrets que des "actes sanglants" se soient encore produits dans le pays et ses condoléances aux proches des victimes.
Pedro Castillo, candidat à la présidence du Pérou libre, a exprimé ses regrets face aux événements lors d'un rassemblement à Huánuco et sa solidarité envers les proches des victimes. Castillo a également exhorté la police nationale à enquêter sur l'attaque pour clarifier les événements. Vladimir Cerrón, secrétaire général du Pérou libre, a publié un tweet disant que "la droite avait besoin du Sentier [lumineux] pour gagner". Cerrón a supprimé le tweet quelques instants plus tard, se demandant ensuite quelle idéologie avait besoin du groupe terroriste pour gagner et condamnant tout acte de terrorisme.
Le Premier ministre Violeta Bermúdez et la ministre de la Défense Nuria Esparch (en) ont condamné l'attaque et ont garanti que le processus électoral se déroulerait normalement. La Conférence épiscopale péruvienne s'est également jointe pour exprimer sa condamnation.